# خوسيه سيغوندو روكا
خوسيه سيغوندو روكا (بالإسبانية: Segundo Roca)‏ هو عسكري أرجنتيني، ولد في 1 يوليو 1800 في سان ميغيل دي توكومان في الأرجنتين، وتوفي في 8 مارس 1866 في إنسينادا ‏ في الأرجنتين.